# Campionato internazionale sportprototipi 1969
Il Campionato internazionale marche 1969, la cui denominazione ufficiale è International Championship for Makes, è stata la 17ª edizione del Campionato del mondo sportprototipi.
Organizzato e regolamentato dalla Federazione Internazionale dell'Automobile, tramite la Commissione Sportiva Internazionale, per le granturismo gruppo 3 senza limiti di cilindrata e le sport gruppo 4 limitate a 5.0 litri ed i prototipi gruppo 6 limitati a 3.0 litri che concorrono ugualmente per il titolo. Si aggiudica il Campionato la Porsche.
Quattro prove sono valide per il Challenge mondiale endurance.

## Regolamento
Titoli assoluti
Viene assegnato un titolo assoluto:
- Campionato internazionale marche riservato ai costruttori di vetture granturismo gruppo 3, vetture sport gruppo 4 e prototipi gruppo 6.

Altri titoli
Viene inoltre assegnato un titolo di categoria:
- Trofeo internazionale gran turismo riservato ai costruttori di vetture gran turismo gruppo 3.

Categorie
Partecipano al Campionato le seguenti categorie di vetture:
- Gruppo 2: vetture turismo costruite in numero minimo di 1000 esemplari.
- Gruppo 3: vetture gran turismo costruite in numero minimo di 500 esemplari in un anno senza limiti di cilindrata.
- Gruppo 4: vetture sport costruite in numero minimo di 25 esemplari in un anno con cilindrata nassima di 5.0 litri.
- Gruppo 5: vetture turismo speciali senza limiti minimi di esemplari costruiti.
- Gruppo 6: prototipi senza limiti minimi di esemplari costruiti con cilindrata massima di 3.0 litri.

Alle gare le vetture vengono classificate come Sport (S), Prototipi (P), Gran turismo (GT) e Turismo (T) indifferentemente dal gruppo di appartenenza. Le macchine vengono portate in gara in varie versioni, spesso molto diverse tra loro, pertanto lo stesso modello di auto può gareggiare in categorie diverse anche nella medesima gara.
Punteggio
Vengono assegnati 9 punti alla prima vettura classificata, 6 alla seconda, 4 alla terza, 3 alla quarta, 2 alla quinta e 1 alla sesta. Ottiene punti sola la prima vettura classificata di ogni costruttore ed eventuali altri punti dello stesso non vengono attribuiti a nessuno. Per la classifica finale si contano i migliori 8 piazzamenti di ogni costruttore.

## Costruttori
Di seguito sono riportati i costruttori e le vetture che abbiano ottenuto punti validi per il Campionato:
Gruppo 3
 Porsche: 911 T
Gruppo 4
 Chevron: B8
 Ford: GT40 Mk I
 Lola: T70 Mk III B
 Porsche: 917
Gruppo 6
 Alfa Romeo: T 33/2, T 33/2 2.5
 Alpine-Renault: A220
 Ferrari: 312 P
 Matra: MS650
 Porsche: Porsche 908/02, 908 LH

## Risultati
Nella seguente tabella riassuntiva sono riportati i costruttori, le vetture e le relative classi di appartenenza, ed i piloti vincitori assoluti.
| Nº | Data         | Gara                    | Costruttore | Vettura      | Categoria | Piloti                      | Note |
| -- | ------------ | ----------------------- | ----------- | ------------ | --------- | --------------------------- | ---- |
| 1  | 2 febbraio   | 24 Ore di Daytona       | Lola        | T70 Mk III B | Gruppo 4  | Mark Donohue-Chuck Parsons  |      |
| 2  | 22 marzo     | 12 Ore di Sebring       | Ford        | GT40 Mk I    | Gruppo 4  | Jacky Ickx-Jackie Oliver    | 1    |
| 3  | 13 aprile    | 6 Ore di Brands Hatch   | Porsche     | 908/2        | Gruppo 6  | Brian Redman-Jo Siffert     |      |
| 4  | 25 aprile    | 1000 km di Monza        | Porsche     | 908 LH       | Gruppo 6  | Brian Redman-Jo Siffert     |      |
| 5  | 4 maggio     | Targa Florio            | Porsche     | 908/2        | Gruppo 6  | Gerhard Mitter-Udo Schütz   | 1    |
| 6  | 11 maggio    | 1000 km di Spa          | Porsche     | 908 LH       | Gruppo 6  | Brian Redman-Jo Siffert     |      |
| 7  | 1º giugno    | 1000 km del Nürburgring | Porsche     | 908/2        | Gruppo 6  | Brian Redman-Jo Siffert     | 1    |
| 8  | 14-15 giugno | 24 Ore di Le Mans       | Ford        | GT40 Mk I    | Gruppo 4  | Jacky Ickx-Jackie Oliver    | 1    |
| 9  | 12 luglio    | 6 Ore di Watkins Glen   | Porsche     | 908/2        | Gruppo 6  | Brian Redman-Jo Siffert     |      |
| 10 | 10 agosto    | 1000 km di Zeltweg      | Porsche     | 917          | Gruppo 4  | Jo Siffert-Kurt Ahrens, Jr. |      |

Note
1: Prova valida per il Challenge mondiale endurance

## Classifiche

### Campionato internazionale marche
Nella seguente tabella riassuntiva viene riportata la classifica completa del Campionato internazionale marche.
| Pos | Manufacturer   | Pr 1 | Pr 2 | Pr 3 | Pr 4 | Pr 5 | Pr 6 | Pr 7 | Pr 8 | Pr 9 | Pr 10 | Total |
| --- | -------------- | ---- | ---- | ---- | ---- | ---- | ---- | ---- | ---- | ---- | ----- | ----- |
| 1   | Porsche        | (4)  | (4)  | 9    | 9    | 9    | 9    | 9    | (6)  | (9)  | (9)   | 45    |
| 2   | Ford           |      | 9    | 2    | 3    |      |      | (1)  | 9    | 2    |       | 25    |
| 3   | Lola           | 9    | 1    |      | 2    |      | 2    |      |      |      | 6     | 20    |
| 4   | Ferrari        |      | 6    | 3    |      |      | 6    |      |      |      |       | 15    |
| 5   | Matra          |      |      |      |      |      |      |      | 3    | 3    |       | 6     |
| 6   | Chevron        | 3    |      |      |      |      |      |      |      |      |       | 3     |
| 7   | Alfa Romeo     |      |      |      |      | 2    | 1    |      |      |      |       | 3     |
| 8   | Alpine-Renault |      |      |      | 1    |      |      |      |      |      |       | 1     |

### Trofeo internazionale gran turismo
Nella seguente tabella riassuntiva viene riportata la classifica completa del Trofeo internazionale gran turismo.
| Pos | Manufacturer | Pr 1 | Pr 2 | Pr 4 | Pr 5 | Pr 6 | Pr 7 | Pr 8 | Pr 9 | Pr 10 | Total |
| --- | ------------ | ---- | ---- | ---- | ---- | ---- | ---- | ---- | ---- | ----- | ----- |
| 1   | Porsche      | 9    | (6)  | 9    | 9    | 9    | 9    | (9)  | (6)  | (9)   | 45    |
| 2   | Chevrolet    | 3    | 9    |      |      | 3    |      |      | 9    |       | 24    |
| 3   | Ferrari      | 1    |      |      |      | 6    |      |      |      |       | 7     |
| 4   | Lancia       |      |      | 3    | 2    |      |      |      |      |       | 5     |
| 5   | MG           | 2    |      |      |      |      |      |      |      |       | 2     |

## Galleria d'immagini
Gruppo 4

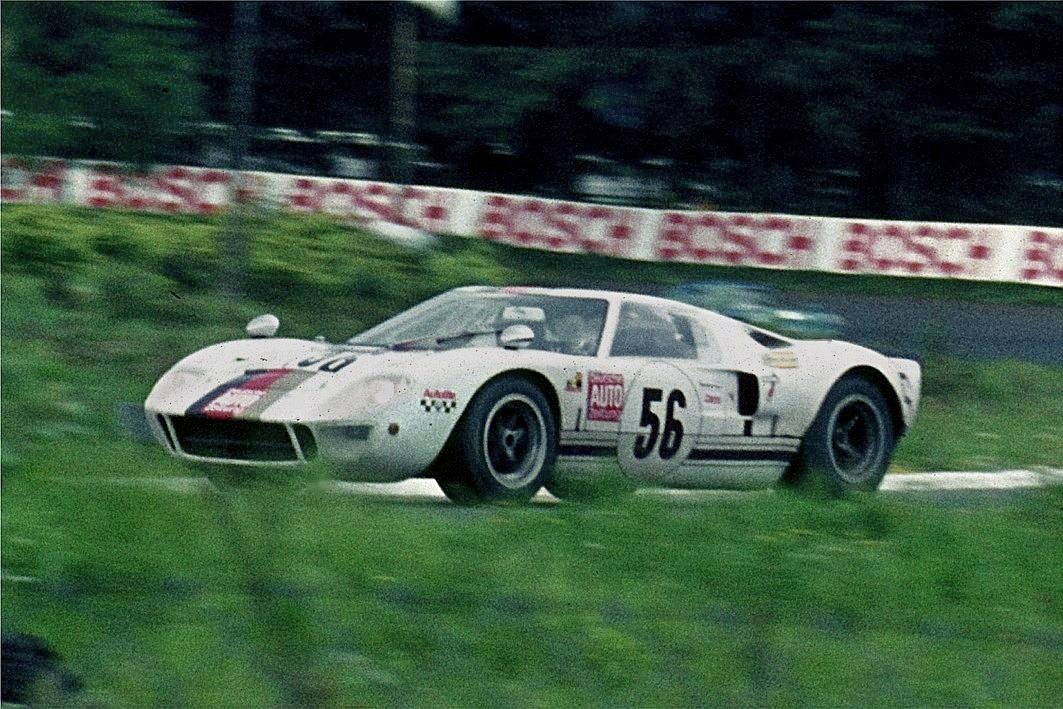
Una GT40 Mk I alla 1000 km del Nürburgring.
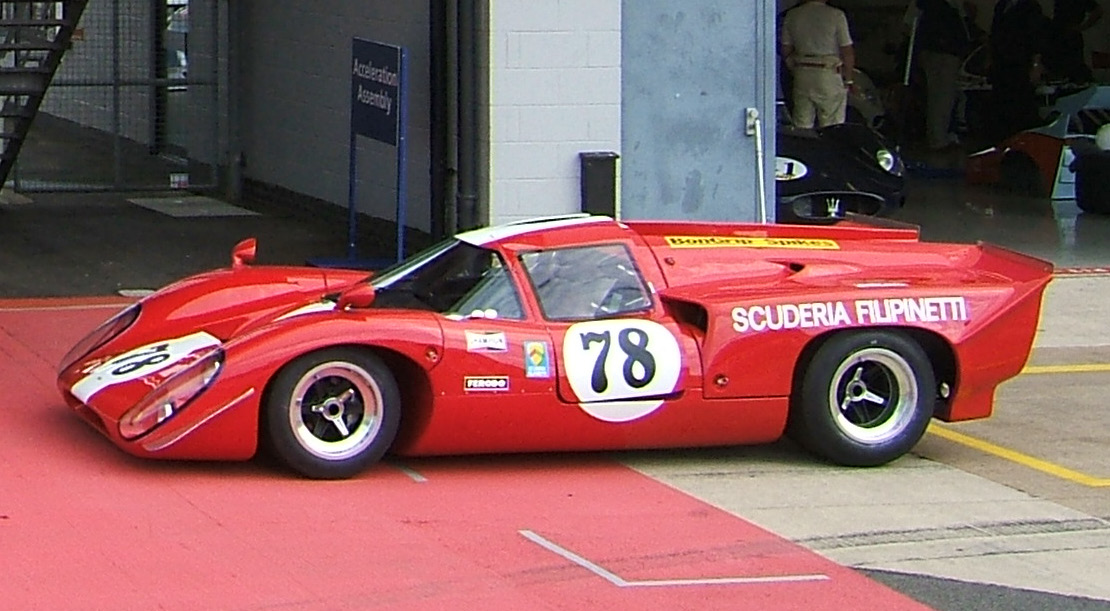
La Lola T70 Mk III B ad una manifestazione storica.

Gruppo 6

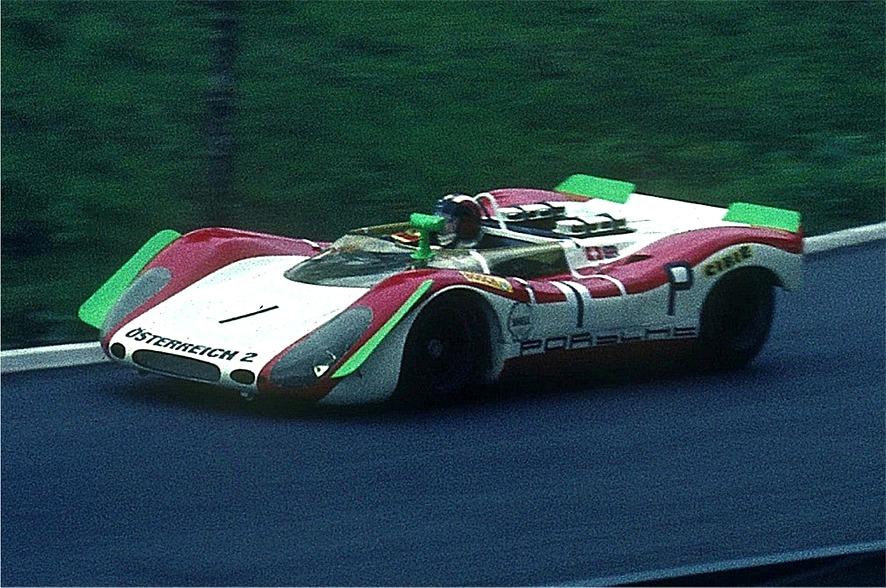
La Porsche 908 alla 1000 km del Nürburgring condotta da Jo Siffert.
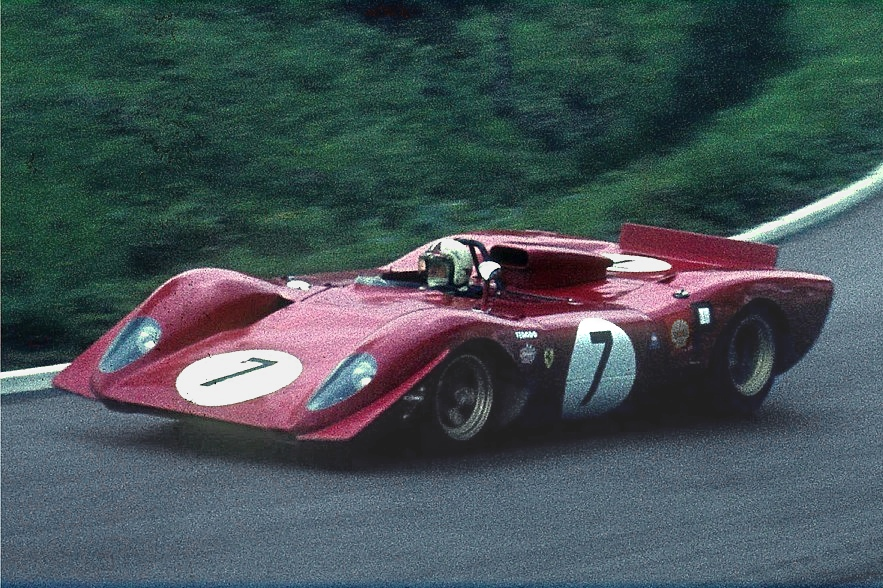
La Ferrari 312 P, prototipo gruppo 6, alla 1000 km del Nürburgring condotta da Chris Amon.
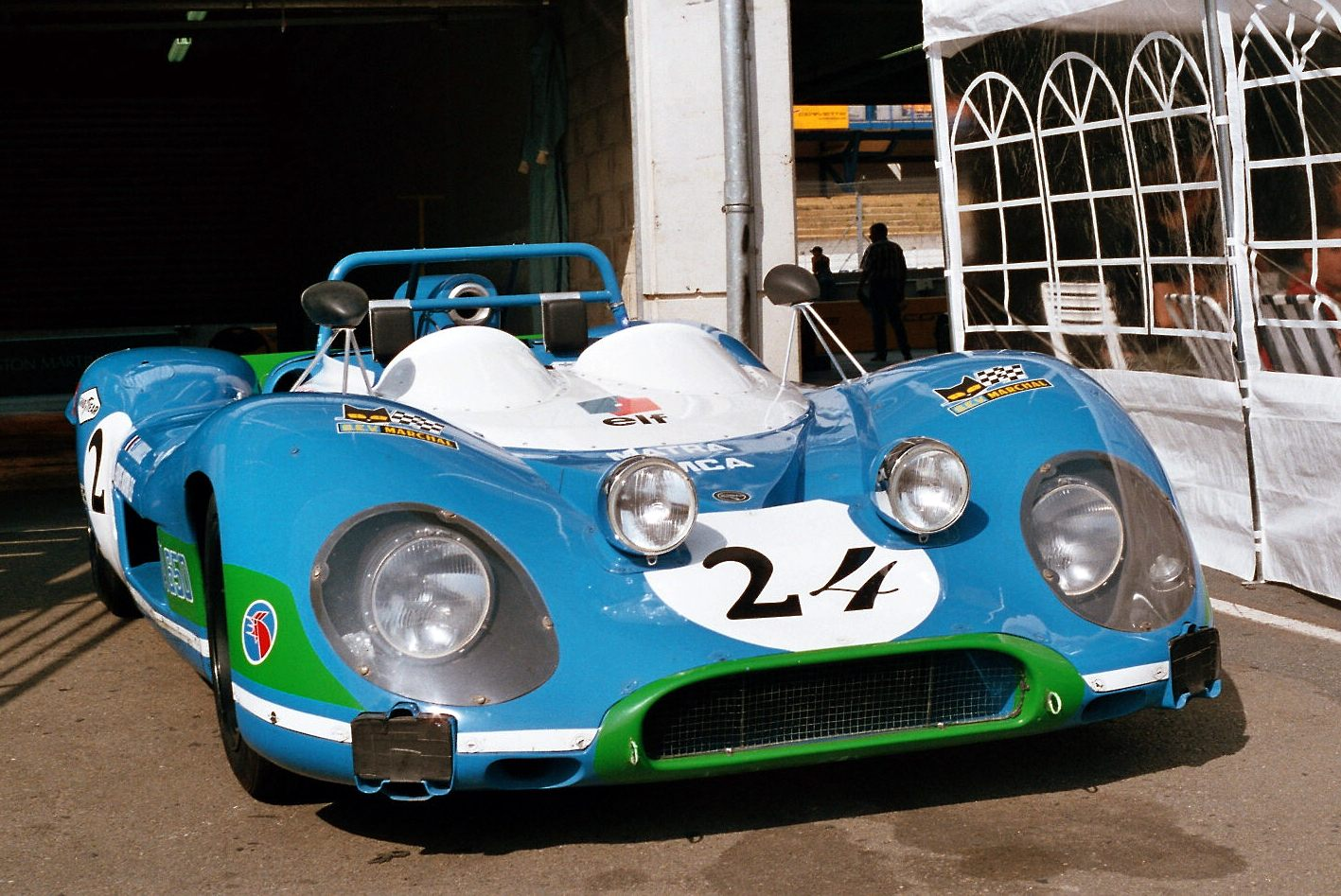
Una Matra MS650 ad una manifestazione storica.